# Bryant University
Die Bryant University ist eine private Universität mit Sitz in Smithfield im US-Bundesstaat Rhode Island. Bis 2004 war sie unter dem Namen Bryant College bekannt. 2019 waren über 3700 Studenten an der Universität eingeschrieben. Es werden die Abschlüsse Bachelor of Arts und Bachelor of Science sowie Masterabschlüsse im Geschäftswesen, Steuerwesen und im Rechnungswesen angeboten.

## Geschichte
Die Bryant University wurde 1863 als Außenstelle des Bryant & Stratton College gegründet, das in mehreren Bundesstaaten Lehrstellen unterhielt. 1916 wurde der Campus verkauft und mit der Rhode Island Commercial School zusammen gelegt. Die Universität war ab 1949 gemeinnützig und bot ab 1969 ihr erstes Master-Programm an. 1971 verließ die Universität den Campus im Stadtzentrum von Providence und nahm ihren heutigen Standort in Betrieb. Tupperware-Gründer Earl Silas Tupper stellte hierfür 1,73 Quadratkilometer Land zur Verfügung, auf denen sich bis zu diesem Zeitpunkt Siedlerhöfe befanden. Durch diesen Umzug kam die bis heute anhaltende Bryant Archway Tradition auf: Der Bryant gewidmete Torbogen des alten Campus wurde auf dem neuen Campus wieder aufgestellt. Schnell kam das Gerücht auf, vor dem Hochschulabschluss durch den Torbogen zu gehen gefährde diesen Abschluss. Seither haben sich Trampelpfade beidseits des Bogens gebildet, was ihm zur lokalen Berühmtheit verhalf.
Einen deutlichen Aufschwung erfuhr die Universität unter der Leitung ihres Präsidenten Ronald Machtley, der von 1996 bis 2020 im Amt war. Er gründete neue Fakultäten und erneuerte die bis zu seinem Amtsantritt 1996 bereits existenten. Darüber hinaus errichtete er die neue Bibliothek, ein Sportzentrum, einen Marketing & IT-Komplex, ein Studentenwohnheim und ein interreligiöses Zentrum. Er erweiterte die Sportfelder und renovierte die wichtigen Klassenräume sowie die Student Union. Nennenswert ist hierbei auch die Erhöhung der finanziellen Ausstattung der Universität um 169 Millionen Dollar auf 171 Millionen Dollar bis 2007.
2010 wurde die Universität überregional bekannt, da 34 Studenten wegen Marihuana-Besitzes festgenommen wurden und die Universität damit auf Rang 4 innerhalb der USA landete, im Vorjahr sogar auf dem zweiten Rang.

### Präsidenten
- 1863–1916: Theodore Stowell
- 1916–1961: Henry L. Jacobs
- 1961–1970: E. Gardner Jacobs
- 1970–1976: Harry F. Evarts
- 1976–1989: William T. O’Hara
- 1989–1996: William E. Trueheart
- 1996–2020: Ronald Machtley[5]
- 2020–0000: Ross Gittell[2]

## Fachbereiche
Die Bryant University unterteilt sich in die beiden Fakultäten College of Arts and Science und College of Business, die jeweils mehrere Bachelor- und Master-Abschlüsse anbieten.
College of Arts and Sciences
- Bachelor of Arts
  - Applied Psychology (Angewandte Psychologie)
  - Chinese (Chinesisch)
  - Communication (Nachrichtenwesen)
  - Economics (Wirtschaftswissenschaft)
  - Global Studies (Globalwissenschaften)
  - History (Geschichte)
  - Literacy and Cultural Studies (Literatur- und Kulturwissenschaften)
  - Politics and Law (Politik und Rechtswesen)
  - Sociology (Soziologie)
  - Spanish (Spanisch)

- Bachelor of Science
  - Actuarial Mathematics (Versicherungsmathematik)
  - Applied Economics (Angewandte Wirtschaftswissenschaft)
  - Applied Mathematics and Statistics (Angewandte Mathematik und Statistik)
  - Biology (Biologie)
  - Environmental Sciences (Umweltwissenschaften)

- Master of Arts
  - Communication (Nachrichtenwesen)
  - Teaching (Lehramt)

- Master of Science
  - Global Environmental Science (Globale Umweltwissenschaft)

College of Business
- Bachelor of Science in Business Administration
  - Accounting (Rechnungswesen)
  - Accounting Information Systems (Kosteninformationssysteme)
  - Computer Information Systems (Computerinformationssysteme)
  - Entrepreneurship (Unternehmertum)
  - Finance (Finanzen)
  - Financial Services (Finanzdienstleistungen)
  - Global Supply Chain Management (Globale Wertschöpfungslehre)
  - Human Resources Management (Personalwirtschaft)
  - Management (Betriebsführung)
  - Marketing (Marketing)

- Information Technology

- International Business

Graduate School of Business
- Master of Business Administration

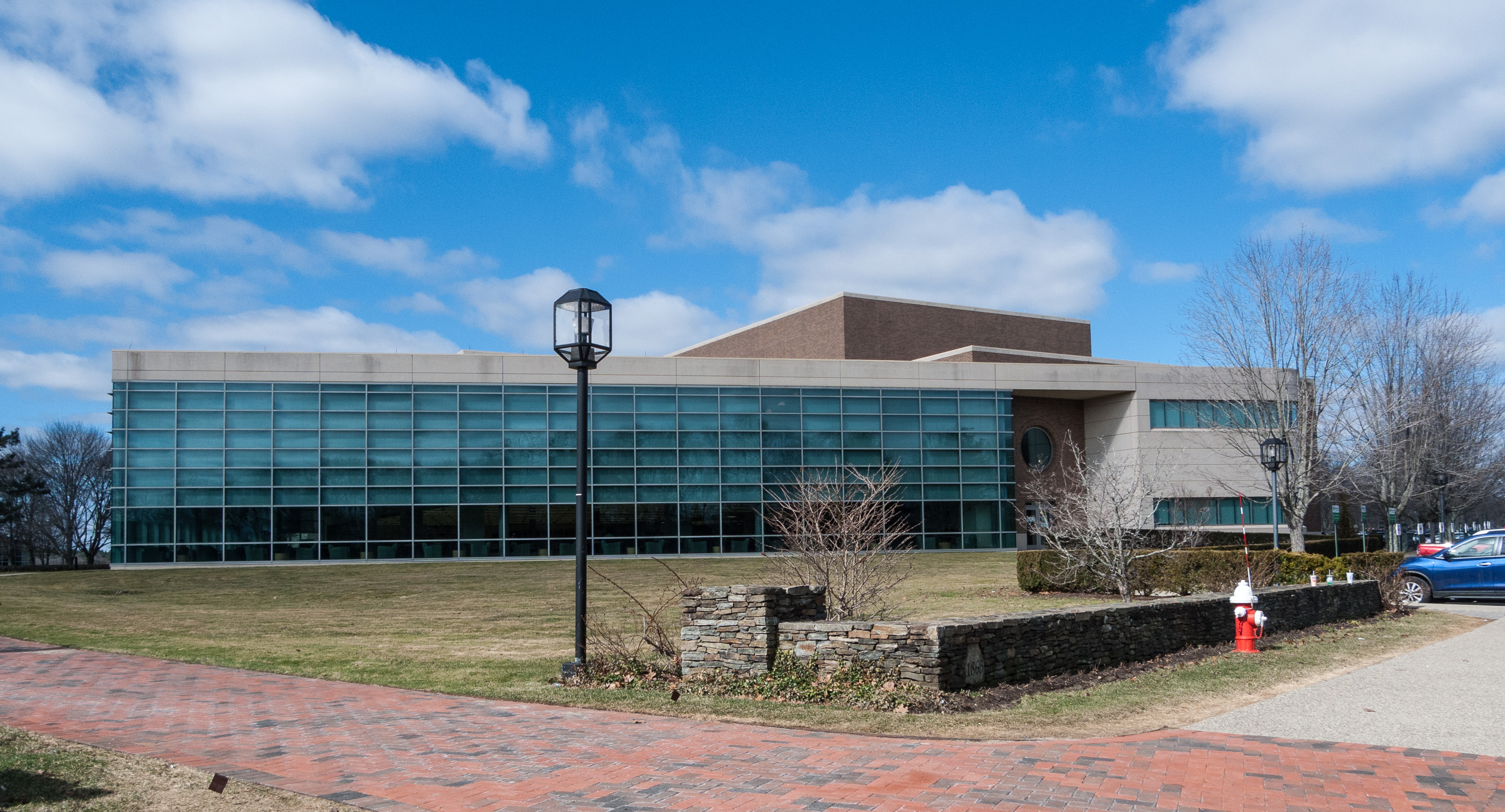
Bibliotheksgebäude der Bryant University

  - Global Finance (Globales Finanzwesen)
  - Global Supply Chain Management (Globale Wertschöpfungslehre)
  - International Business (Internationales Geschäftswesen)

- Master of Professional Accountancy

- Master of Science in Taxation

### Institute
- Advanced Applied Analytics Center
- John H. Chafee Center for International Business
- Hassenfeld Institute for Public Leadership
- Center for Global and Regional Economic Studies
- Center for Program Innovation
- U.S.-China Institute / Confucius Institute
- Amica Center for Caree Education
- Executive Development Center
- Center for Teaching and Learning

## Studentenleben

### Bryant Bulldogs
Die Bryant Bulldogs sind das Sportteam der Universität und unterteilen sich in Herren- und Damenteams. Die Herren führen Teams in den Sportarten Baseball, Basketball, Cross Country, American Football, Golf, Lacrosse, Leichtathletik, Tennis, Fußball sowie Schwimmen und Tauchen. Die Damen führen Mannschaften in den Sportarten Basketball, Cross Country, Feldhockey, Lacrosse, Leichtathletik, Fußball, Softball, Tennis, Volleyball sowie Schwimmen und Tauchen.

### Verbindungen
Die ersten Studentenverbindungen wurden an der Bryant University 1944 gegründet. Bis heute sind folgende neun Verbindungen entstanden:
- Fraternities: Delta Chi, Delta Kappa Epsilon, Phi Kappa Tau, Sigma Chi, Tau Kappa Epsilon
- Sororities: Alpha Omicron Pi, Delta Zeta, Sigma Sigma Sigma, Zeta Phi Beta

### Alumni
Mit der Bryant University sind über 39.000 Ehemalige verbunden.